# Johan François van Hogendorp (1700-1779)

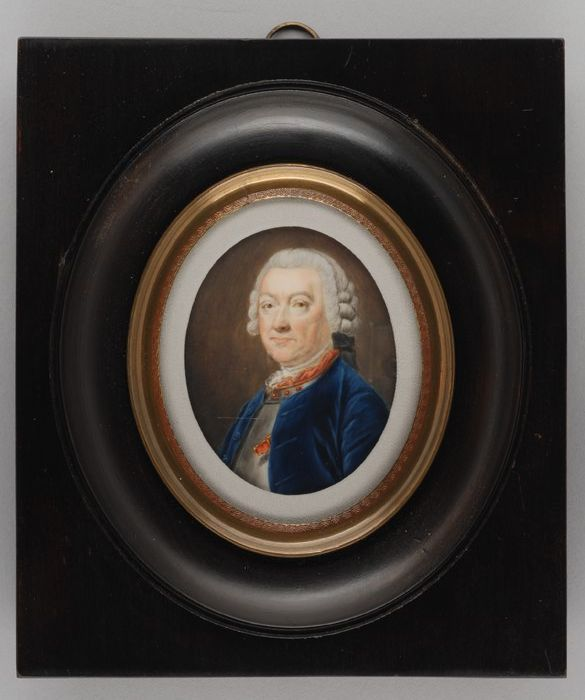
Portretminiatuur van Johan François graaf van Hogendorp (1766)

Johan François des H.R.Rijksgraaf van Hogendorp, vrijheer van Sint Janssteen en Glossenberghe, heer van Steenhuysen ('s-Gravenhage, 14 december 1700 - aldaar, 14 januari 1779) was onder andere ontvanger-generaal van de Unie (1740-1779).
Johan François was een zoon van Gijsbert van Hogendorp die net als hij ontvanger-generaal van de Unie was. Hij trouwde in 1726 met Johanna Maria de la Palma de San Fuentes (1700-1736), en na haar overlijden in 1740 met Sara Johanna van Campen (1710-1765). 
Hij was raad in de vroedschap van Vlissingen (1729-1740), schepen en burgemeester van Vlissingen (1737).
Johan François erfde in 1777 de buitenplaats Sion van zijn zus Jacoba Sara Justina. Hij verbleef regelmatig op de buitenplaats, maar overleed al na twee jaar. Johan François liet veel geld aan goede doelen na. De buitenplaats liet hij na aan zijn neef Willem van Hogendorp. Johan François van Hogendorp van Heeswijk (1746-1831) was een zoon uit zijn tweede huwelijk en werd door zijn benoeming in de Ridderschap van Holland in 1815 opgenomen in de moderne Nederlandse adel.

## Miniatuurportret
Van hem bestaat een miniatuurportret, toegeschreven aan Daniël Bruyninx, dat tot 1931 berustte bij de verre verwante jkvr. Marie Auguste van Hogendorp (1864-1931), kleindochter van Carel Sirardus Willem van Hogendorp. Daarna was het nog aanwezig in de verzamelingen van het Rotterdamse Schielandhuis (1994-2011) waarna het overging naar het Museum Rotterdam in welke collectie het zich anno 2024 nog bevindt.